# Rubén Yáñez
Pour les articles homonymes, voir Yáñez.
Orlando Rubén Yáñez Alabart, né le 12 octobre 1993 à Blanes, est un footballeur espagnol évoluant au poste de gardien de but au Sporting de Gijón.

## Carrière en club

### Real Madrid
Né à Blanes, dans la province de Gérone en Catalogne, Rubén Yáñez rejoint le centre de formation du Real Madrid en 2010, à l’âge de 17 ans, en provenance du club local Girona FC. Il fait ses débuts en senior lors de la saison 2012-2013 avec l’équipe C du Real Madrid et dispute 26 rencontres en troisième division.
En juillet 2013, il est promu au sein de l’équipe réserve évoluant en D2. Le 8 septembre, Yáñez fait ses débuts professionnels lors d’un match à domicile perdu 1 but à 0 contre le CD Mirandés. Principalement remplaçant derrière Fernando Pacheco durant cette saison, il n’apparaît que dans quatre rencontres, alors que l’équipe est reléguée en fin de saison.
Après la promotion de Pacheco en équipe première, Yáñez devient titulaire avec la réserve lors de la saison 2014-2015 et accumule 30 apparitions. Le 5 août 2015, le nouvel entraîneur Rafael Benítez le promeut en équipe première. Il dispute son premier match avec l’élite quatre jours plus tard et entre en jeu en fin de rencontre à la place de Kiko Casilla lors d’un match amical sans but face au Vålerenga Fotball.
Lors de la saison 2015-2016, Yáñez occupe le rôle de troisième gardien derrière Keylor Navas et Kiko Casilla. Il fait partie du groupe qui remporte la Ligue des champions cette année-là, bien qu’il ne dispute aucune rencontre officielle. Il ne joue pas non plus lors de la saison 2016-2017, saison durant laquelle le Real Madrid remporte à la fois la Liga et une nouvelle Ligue des champions. Au total, il reste 21 fois sur le banc lors de matchs officiels en deux saisons[réf. nécessaire].
Sa seule apparition officielle sous les couleurs de la Casa Blanca a lieu le 30 novembre 2016, lorsqu’il entre en jeu pour les 15 dernières minutes d’une victoire 6-* bus à 1 (13 à 2 au cumul des scores) contre la Cultural Leonesa, en 16es de finale de la Coupe d'Espagne[réf. nécessaire].

### Getafe CF
Le 17 août 2017, Rubén Yáñez signe un contrat de quatre ans avec le Getafe CF, mais il est immédiatement prêté pour une saison au Cádiz CF. Durant son passage en Andalousie, il ne dispute que six rencontres, toutes en Coupe d'Espagne.
Le 22 août 2019, après avoir passé toute la saison 2018-2019 en tant que troisième gardien, Yáñez rejoint la SD Huesca en prêt pour un an. Il y joue huit matchs au total, principalement en tant que doublure d’Álvaro Fernández, et participe à la montée du club en première division, sacré champion de D2.
Yáñez fait enfin ses débuts officiels avec Getafe le 17 décembre 2020 lors d’une victoire 2 buts à 1 sur le terrain du CD Anaitasuna (en), au premier tour de la Coupe d'Espagne. Trois jours plus tard, il joue son premier match en Liga, sur la pelouse de son ancien club Cádiz, et goûte enfin à l’élite à 27 ans. Il enchaîne alors dix titularisations consécutives toutes compétitions confondues, même après le retour de blessure de David Soria. Il perd sa place en février.
Le 15 juillet 2022, Rubén Yáñez résilie son contrat avec Getafe.

### Málaga CF
Le 15 juillet 2022, quelques heures seulement après avoir quitté Getafe, Rubén Yáñez s'engage pour trois saisons avec le Málaga CF, alors en deuxième division. D’abord remplaçant derrière Manolo Reina, il effectue ses débuts le 3 novembre, lors de la quatorzième journée du championnat, lors d’une défaite 2 buts à 1 face au FC Cartagena.
Le 30 juin de l’année suivante, à la suite de la relégation du club en troisième division, Yáñez quitte Málaga en activant une clause de départ prévue dans son contrat.

### Sporting de Gijón
Le 12 juillet 2023, Rubén Yáñez signe un contrat de trois ans avec le Sporting de Gijón, toujours en deuxième division. Il s’impose progressivement comme titulaire et, au 31 mai 2025, il totalise 79 matchs disputés avec le club asturien.